# Pfarrhaus (Holzheim (Landkreis Donau-Ries))

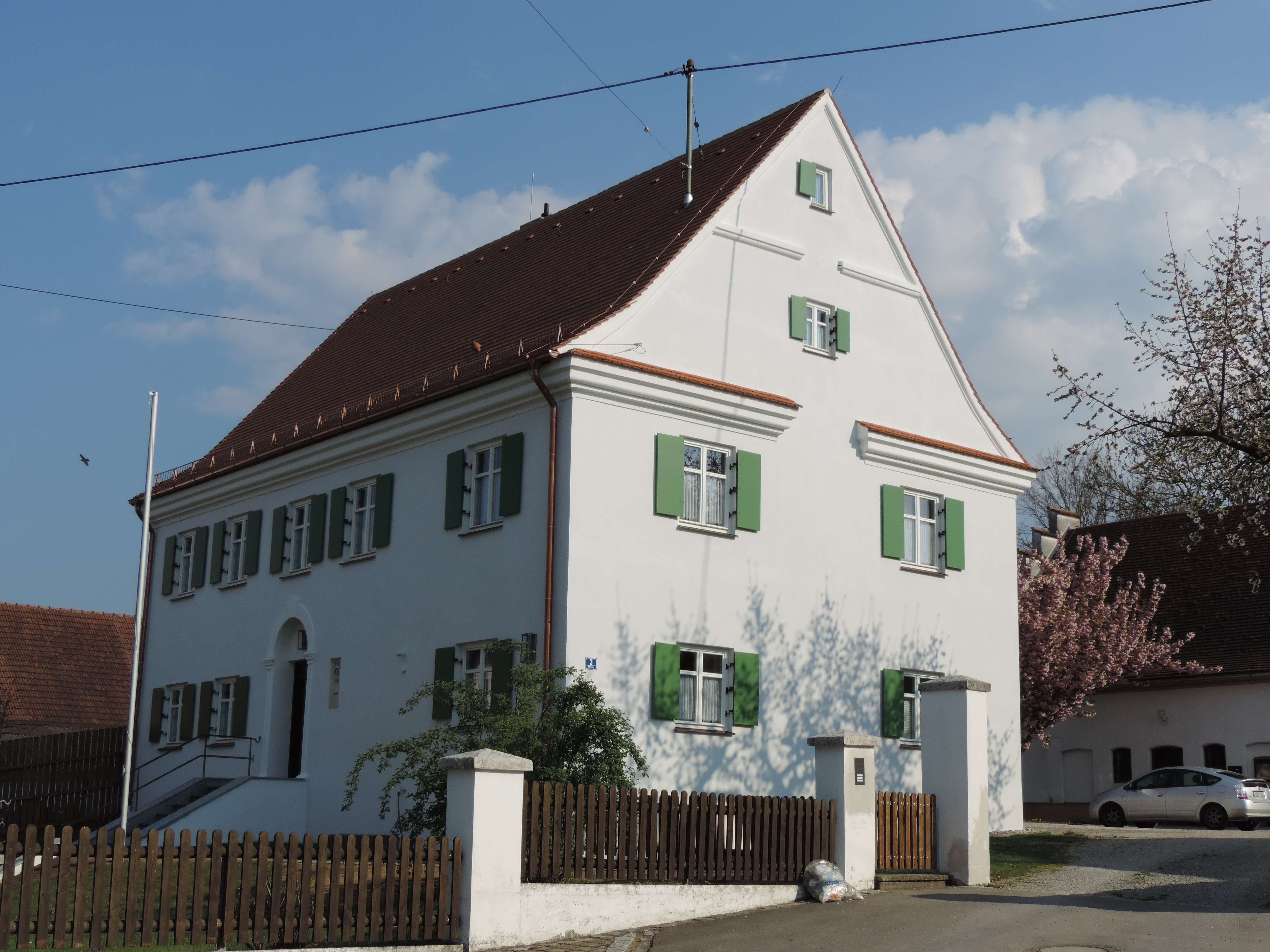
Pfarrhaus in Holzheim

Das Pfarrhaus in Holzheim, einer Gemeinde im Landkreis Donau-Ries im bayerischen Regierungsbezirk Schwaben, wurde 1721 errichtet. Das Pfarrhaus am Pfarrweg 3 ist ein geschütztes Baudenkmal.

## Beschreibung
Der zweigeschossige Satteldachbau mit profilierten Geschoss- und Traufgesimsen wurde 1721 nach einem Brand neu errichtet. Das Gebäude besitzt fünf zu zwei Fensterachsen. Das Portal wird von einem Rundbogen geschmückt, der auf Lisenen ruht.
Das Pfarrhaus wurde im April 1945 durch Kriegshandlungen vor dem Einmarsch der US-Armee stark beschädigt und anschließend wieder instand gesetzt.
Im Jahr 2013 wurde eine umfangreiche Renovierung abgeschlossen, das Haus wird seit dem 8. Dezember 2013 durch den Pfarrer der Pfarreiengemeinschaft Bayerdilling (mit Holzheim, Münster und Gempfing) bewohnt.

## Weitere Gebäude
In die Denkmalliste mit aufgenommen ist der Pfarrstadel, ein eingeschossiger Satteldachbau mit Treppengiebeln aus der Mitte des 19. Jahrhunderts, der modern verändert wurde. 
Zum Bauensemble gehört auch das Backhaus, ein erdgeschossiger Satteldachbau mit Treppengiebel aus der Mitte des 19. Jahrhunderts.
Die Einfriedung des Pfarranwesens stammt wohl aus der zweiten Hälfte des 19. Jahrhunderts.